# Saint-François-de-l'Île-d'Orléans
Saint-François-de-l'Île-d'Orléans är en kommun i provinsen Québec i Kanada. Den ligger i regionen Capitale-Nationale, i den sydöstra delen av landet, 400 km öster om huvudstaden Ottawa.